# Australian Ice Hockey League 2011
Sezóna 2011 byla dvanáctým ročníkem Australian Ice Hockey League – nejvyšší soutěže v ledním hokeji v Austrálii. Základní část ligy se hrála od 14. dubna do 28. srpna, finálový turnaj čtyřech nejlepších týmů o hlavní trofej – Goodall Cup v termínu 3. a 4. září 2011. 

## Týmy
Tohoto ročníku se účastnilo osm týmů:
- Adelaide Adrenaline
- Sydney Bears
- Canberra Knights
- Gold Coast Blue Tongues
- Melbourne Ice
- Newcastle North Stars
- Sydney Ice Dogs
- Mustangs IHC

Jako zkušební ročník byl brán pro tým Perth Thunder, který odehrál exhibiční utkání proti ostatním celkům. Je kandidátem na vstup do ligy v dalších ročnících.

## Základní část
Hrála se systémem každý s každým čtyřikrát. 

| Poř. | Tým                     | Z  | V  | VP | PP | P  | VG  | OG  | B  |
| ---- | ----------------------- | -- | -- | -- | -- | -- | --- | --- | -- |
| 1.   | Melbourne Ice           | 28 | 18 | 3  | 5  | 2  | 146 | 93  | 65 |
| 2.   | Newcastle North Stars   | 28 | 18 | 1  | 3  | 6  | 132 | 106 | 59 |
| 3.   | Sydney Ice Dogs         | 28 | 17 | 2  | 0  | 9  | 124 | 90  | 55 |
| 4.   | Adelaide Adrenaline     | 28 | 12 | 5  | 2  | 9  | 117 | 94  | 48 |
| 5.   | Gold Coast Blue Tongues | 28 | 13 | 1  | 2  | 12 | 120 | 115 | 43 |
| 6.   | Mustangs IHC            | 28 | 8  | 2  | 1  | 17 | 107 | 132 | 29 |
| 7.   | Canberra Knights        | 28 | 8  | 0  | 0  | 20 | 119 | 167 | 24 |
| 8.   | Sydney Bears            | 28 | 2  | 2  | 3  | 21 | 83  | 151 | 13 |

## Play-off
Do vyřazovací části postoupily čtyři nejlepší celky, které sehrály semifinále a finále, hrané jen na jeden vítězný zápas. Všechna utkání se konala v National Ice Sports Centre v Melbourne. Vítězem se stal tým Melbourne Ice a získal tak Goodall Cup. 

|  | Semifinále | Semifinále            | Semifinále |  |  | Finále | Finále                | Finále |
|  |            |                       |            |  |  |        |                       |        |
|  |            | Melbourne Ice         | 8          |  |  |        |                       |        |
|  |            | Adelaide Adrenaline   | 3          |  |  |        |                       |        |
|  |            |                       |            |  |  |        | Melbourne Ice         | 3      |
|  |            |                       |            |  |  |        | Newcastle North Stars | 2      |
|  |            | Newcastle North Stars | 5          |  |  |        |                       |        |
|  |            | Sydney Ice Dogs       | 2          |  |  |        |                       |        |

## Individuální statistiky

### Kanadské bodování
| Hráč             | Tým                     | U  | G  | A  | B  | TM  |
| ---------------- | ----------------------- | -- | -- | -- | -- | --- |
| Addison DeBoer   | Canberra Knights        | 28 | 32 | 53 | 85 | 50  |
| Brit Ouellette   | Canberra Knights        | 26 | 32 | 45 | 77 | 62  |
| Peter Cartwright | Newcastle North Stars   | 28 | 36 | 39 | 75 | 24  |
| Matt Amado       | Gold Coast Blue Tongues | 27 | 42 | 27 | 69 | 67  |
| Jason Baclig     | Melbourne Ice           | 28 | 36 | 32 | 68 | 20  |
| Brian Bales      | Newcastle North Stars   | 28 | 34 | 31 | 65 | 26  |
| Tobias Falk      | Gold Coast Blue Tongues | 28 | 29 | 36 | 65 | 26  |
| Justin Chwedoruk | Newcastle North Stars   | 28 | 28 | 29 | 57 | 72  |
| Joseph Hughes    | Melbourne Ice           | 28 | 25 | 31 | 56 | 121 |
| Mike McRae       | Gold Coast Blue Tongues | 24 | 19 | 34 | 53 | 87  |

Legenda
- U – odehraná utkání
- G – vstřelené góly
- A – asistence
- B – body podle kanadského bodování (G+A)
- TM – trestné minuty

### Hodnocení brankářů
| Hráč              | Tým                     | MIN  | SB  | GA  | GP   | %Ú   | SO |
| ----------------- | ----------------------- | ---- | --- | --- | ---- | ---- | -- |
| Luke Fiveash      | Gold Coast Blue Tongues | 540  | 343 | 38  | 3.17 | 88.9 | 0  |
| Matthew Ezzy      | Newcastle North Stars   | 1221 | 800 | 92  | 3.39 | 88.5 | 1  |
| Olivier Martin    | Adelaide Adrenaline     | 1159 | 671 | 82  | 3.18 | 87.8 | 2  |
| Chris J. Anderson | Gold Coast Blue Tongues | 450  | 340 | 47  | 4.70 | 86.2 | 0  |
| Sheldon Baerg     | Sydney Bears            | 950  | 755 | 109 | 5.16 | 85.6 | 0  |

Legenda
- MIN – odchytané minuty a sekundy
- SB – střely na branku
- GA – obdržené góly
- GP – průměr obdržených gólů na utkání
- %Ú – procento úspěšnosti zákroků
- SO – shotout (utkání bez inkasovaného gólu)